# Santa María de Valbuena
Santa María de Valbuena és un monestir cistercenc al municipi de Valbuena de Duero, a la província de Valladolid de la comunitat autònoma de Castella i Lleó. Pertany a la pedania de San Bernardo i s'aixeca a la riba del riu Duero.
Va ser fundat al segle xii per Estefania Ermengol d'Urgell, neta del comte Ansúrez i filla del comte d'Urgell; Ermengol V, i els seus primers monjos van venir de l'abadia francesa de Berdoues que, a la vegada, era filial de l'abadia de Morimond.
Després de molts avatars al llarg de la seva història, passant per la desamortització de Mendizábal, solament es va mantenir activa la seva església, la qual va ser parròquia de la nova pedania de San Bernardo, pel que es conserva en molt bon estat. El 1967, l'arquebisbat de Valladolid va comprar als propietaris del moment els edificis monacals i a la fi dels anys 1990 els va cedir a la Fundació de «Las Edades del Hombre» per establir en ells la seva seu.
El monestir és Monument Històric Artístic Nacional per decret del 3 de juny de 1931, essent també bé d'interès cultural.

## Història
El 5 de febrer de 1143, Estefania Ermengol d'Urgell, filla del comte d'Urgell; Ermengol V, va fundar un monestir a la vora del riu Duero, no gaire lluny de la pròpia Valladolid, amb voluntat que ho governessin els monjos benedictins, i al qual va dotar amb la concessió del nucli de Valbuena i Mombiedre.
| « | Ego Stephania, humilis comitissa, bona memora, Armengoldi Comitis filia, quia iustium est xenodochia construere monasteri […] Facta carta in Vallebona. Era M.C.L.XXXI, mense februario XV kalendas, martis… | » |

Segons la cronologia cistercenca va ser fundat un any després d'aquesta data el 1144, en el mencionat document apareix: «Anno MCXLIV... Fundata est in eodem anno... Abbatia de Vallebona in Hispania.»
El monestir va ser consagrat a Santa Maria, com era costum als monestirs del Cister, i, com a segons titulars, a sant Martí de Tours, sant Silvestre i Tots Sants.
L'any 1151 van arribar els monjos benedictins cistercencs de l'abadia francesa de Berdoues per repoblar la zona i fer-se càrrec del monestir. El seu primer abat es va anomenar Martín, a qui va succeir, el 1151, Ebrardo, també monjo francès, i el 1163, sota el regnat d'Alfons VIII de Castella, l'abat Guillermo. Des de la seva fundació, el monestir de Valbuena va dependre sempre d'aquesta abadia francesa, fins que el 1430, amb la reforma de la Congregació de Castella, va passar a dependre del monestir de Poblet.